# Ricardo Fornesa i Puigdemasa
Ricardo Fornesa i Puigdemasa (ur. ???? - zm. ????) – hiszpański duchowny katolicki, wikariusz Seo de Urgel i zarazem tymczasowy współksiążę episkopalny Andory od 2 lutego 1940 do 15 kwietnia 1943.